# سودابة

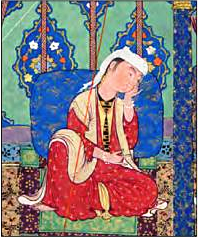

سودابة أو سوذابة بنت هاماورانشاه امرأة عربية ذكر اسمها في الشاهنامة وفي الأساطير الإيرانية. وكانت سودابة زوجة كيكاووس ولما رأت سياوش ابن كيكاووس عشقته فأرسلت الي سياوش تلتمس منه الدخول إلى دار أبيه. فلما دخل سياوش الحرم تزينت سودابة له وجلست علي الكرسي ودعت سياوش. فرفض سياوش طلبها، واما سودابة فخشمت وجهها وصاحت صيحة وسمعها الملك في مكانه وقالت سودابة للملك ان سياوش قد راودها. فأحضر الملك العلماء والموابذة وفاوضهم في القضية وقصد الملك بامتحان سياوش بالنار، فخرج سياوش من النار سالماً. ثم امر الملك كيكاووس بصلب سودابة. عفا سياوش عن سودابة فقبل الملك شفاعة سياوش فيها وعفا الملك عنها أيضاً وردّها إلى حجابها. عندما قتل سياوش في التوران باحتيال سودابة، ذهب رستم إلى بيت سودابة وألقاها من تختها وأخرجها من خدرها فوسطها في الطريق بنصفين.